# Чужая молитва
«Чужая молитва» (укр. Чужа молитва) — украинский историко-драматический фильм режиссёра Ахтема Сеитаблаева. Премьера ленты на Украине состоялась 18 мая 2017 года в День памяти жертв геноцида крымскотатарского народа. Фильм рассказывает о молодой крымскотатарской девушке Саиде Арифова, которая во время Второй мировой войны, рискуя собственной жизнью, спасла 88 еврейских детей-сирот.
В августе 2017 года лента приняла участие в отборе на выдвижение фильма от Украины на юбилейную 90-ю кинопремию «Оскар» Американской академии кинематографических искусств и наук в категории «Лучший фильм на иностранном языке».

## Сюжет
Молодая крымскотатарская девушка Саиде Арифова во время оккупации нацистами Бахчисарая работает воспитательницей в приюте для татарских детей-сирот. К ней обращается за помощью парнишка Ицхак, который вместе с другими детьми-евреями скрывается от фашистов. Перед девушкой возникает тяжёлая моральная дилемма: помочь детям или, спасая собственную жизнь, отказать им? Не смотря на угрозу смерти, девушка берёт под свою защиту новых подопечных: выдаёт их за крымских татар, даёт им новые имена, учит языку, обычаям и молитвам.

## В главных ролях
| Актёр            | Роль          |
| ---------------- | ------------- |
| Лилия Яценко     | Сайде Арифова |
| Вениамин Прибура | Ицхак         |

## Производство
Общий бюджет фильма с рабочим названием «Её сердце» (укр. Її серце) составил 31 млн гривен, из которых 10 млн были выделены Госкино Украины.
Съёмки картины начались 11 июня 2016 года. В связи с аннексией Крыма Россией бо́льшую часть съёмок пришлось проводить в Грузии, вблизи Тбилиси, в наиболее похожих на крымские пейзажах; часть эпизодов снималась также на Украине и в Израиле.
Саундтреком картины стала песня певицы Джамалы «1944», с которой она одержала победу на конкурсе «Евровидении-2016».